# José Vicente Anaya
José Vicente Anaya (Villa Coronado, Chihuahua, 22 de enero de 1947-1 de agosto de 2020) fue un poeta, ensayista, traductor y periodista cultural mexicano. Publicó más de treinta libros y formó parte del movimiento poético del infrarrealismo.
Fue un destacado estudioso de la poesía estadounidense, fundamentalmente de la Generación Beat, así como de la literatura de China y Japón.[cita requerida]
Tradujo libros (publicados) de Henry Miller, Allen Ginsberg, Margaret Randall, Marge Piercy, Gregory Corso, Antonin Artaud, Carl Sandburg y Jim Morrison.[cita requerida]
Su poesía ha sido traducida al inglés, francés, italiano, árabe y portugués.

## Biografía
Llegó a la Ciudad de México en 1967, para estudiar Sociología en la Facultad de Ciencias Políticas y Sociales de la Universidad Nacional Autónoma de México. Participó en el Movimiento de 1968 en México.
Más tarde, en 1971, cursó la carrera de Letras Hispánicas en la Facultad de Filosofía y Letras de la UNAM. Fue miembro del grupo infrarrealista en 1975 y autor de uno de sus manifiestos.
De 1981 a 1983 dirigió el departamento editorial de la Universidad Autónoma del Estado de México. Ha ejercido asimismo el periodismo cultural en los periódicos Uno Más Uno y El Financiero. Coordinó también la sección cultural de El Economista y fue Jefe de Redacción de la revista Memoranda (1989-1993) del ISSTE.
De 1997 al 2008 fundó y codirigió Alforja, Revista de Poesía  y Ediciones Alforja. También fue presidente de Alforja, Arte y Literatura, A.C.
Asimismo, fue uno de los fundadores de la Sociedad de Escritores de México y Japón (SEMEJA).
Dio lecturas de poesía y conferencias en universidades de varios países, como Italia, España, EE. UU., Colombia y Costa Rica.[cita requerida]
En 2007, la Benemérita Universidad Autónoma de Puebla le dedicó el VIII Congreso Internacional de Poesía y Poética.
Falleció en su domicilio el 1 de agosto de 2020.

## Obra
- Avándaro, (coautor), Editorial Extemporáneos, 1971.
- Los valles solitarios nemorosos, UNAM, Dirección General de Publicaciones, México, 1976.
- Paria, Ediciones Sin Nombre, 1978. ISBN 9786070028557.
- Morgue, Universidad Autónoma del Estado de México, Vol. 4 de la colección La abeja en la colmena, México 1981.
- Punto negro, Universidad Veracruzana, 1981.
- Largueza del cuento corto chino, Verdehalago, México, 2005 (y otras 7 ediciones. Primera edición en 1981). ISBN 9786074110395.
- Piratas/Poetas, Universidad Autónoma de Querétaro-UAEM, 1982.
- Híkuri, Universidad Autónoma de Puebla, Colección Asteriscos, Puebla, 1978 (y otras 4 ediciones). ISBN 9786070024597.
- Poetas en la noche del mundo, Coordinación de Difusión Cultural, Dirección de Literatura/Universidad Nacional Autónoma de México, 1997.
- Cuento breve japonés, Editorial LunaArena, colección Tallo de Luz, 1999.
- Breve destello intenso, El haiku clásico del Japón, Universidad Autónoma de México, México, 1992.
- Los poetas que cayeron del cielo. La generación beat comentada y en su propia voz, Instituto de Cultura de Baja California / Juan Pablos, México, 1998. ISBN	9789709059083.
- Peregrino, Alforja, Arte y Literatura, México, primera edición 2002; segunda edición 2007. ISBN 9685189544 .
- Brota la vida en el abrazo : poesía mística y cotidianidad de Concha Urquiza : una biografía oral, Instituto Veracruzano de la Cultura, Colección Cuadernos de Veracruz, 2007, ISBN: 9706870679
- Gozo del sexo. Antología poética, Ediciones alforja, colección Poesía en el Andén, 2006.
- El rompimiento amoroso en la poesía, Ediciones alforja, colección Poesía en el Andén, 2006.
- Versus : otras miradas a la obra de Octavio Paz, Ediciones de Medianoche, 2010, ISBN: 9786077678366
- Astros Fugitivos, Editorial Piedra Cuervo, 2013
- Poesía Poetas, MarEs DeCierto Ediciones / Ediciones la Herrata Feliz, 2019.
- Mater Amatisima / Pater Noster, Sangre Ediciones, 2019
- Diótima, diosa viva del amor, Editorial La Tinta del Silencio, colección Peces del viento, No.2, 2019. ISBN: 978-607-98622-4-4
- José Vicente Anaya, Material de Lectura, Dirección de Literatura de la Coordinación de Difusión Cultural de la UNAM, serie Poesía Moderna, No.217, 2019.
- Pueblos originarios. Apaches, dakotas, mayas y mazahuas..., Ediciones Proceso, 2020, ISBN: 978-607-8709-04-5

## Traducciones
- Reflexiones sobre la muerte de Mishima de Henry Miller, UAEM (4 ediciones hasta 1995).
- Ventana de la mujer en llamas de Marge Piercy, UAEM (2 ediciones)
- Aullido, Kaddish (y otros poemas) de Allen Ginsberg, Volume 5 de la colección La Abeja en la colmena. Universidad Autónoma del Estado de México, 1983. ISBN 9789688350027.
- En la mano desvanecida del tiempo de Gregory Corso, UAEM, 1982.
- Antología de la narrativa japonesa de posguerra (co-traductor) de Átsuko Tanabe, Premiá Editora, 1989. ISBN 968434469-4
- Poemas de Carl Sandburg, Universidad Nacional Autónoma de México, Coordinación de Difusión Cultural, Dirección de Literatura. Colección Cuadernos de Lectura, 1990. ISBN 9789683612748.
- Una oración americana: Jim Morrison, Laberinto Ediciones, 2007 y 2013, ISBN 13: 9786070000072
- Antonin Artaud, Aerolitos Mentales (antología) Selección, traducciones, presentación, notas y cronología de José Vicente Anaya, Instituto Chihuahuense de la Cultura, Segunda edición: 2013

## Premios y reconocimientos
Entre los premios que recibió están: Premio Plural de Poesía en 1980, la beca de poesía INBA-FONAPAS en 1981, el Premio de Literatura Tomás Valles en 1989. Además fue nombrado Creador Emérito por el Consejo Nacional para la Cultura y las Artes y el Instituto Chihuahuense de la Cultura en el año 2000. Fue miembro del Sistema Nacional de Creadores del Fondo Nacional para la Cultura y las Artes, desde el 2004.